# Antoine-Joseph Lanot
Antoine-Joseph Lanot, né le 18 mars 1757 à Tulle, mort le 12 septembre 1807 au même lieu, est un homme politique de la Révolution française.

## Biographie
Fils d'un avocat, Lanot suit des études de droit et devient accusateur public.
Grand partisan des idées révolutionnaires, il est un des cofondateurs de la Société des Amis de la Constitution de Tulle. En 1790, il est nommé président du directoire du département de la Corrèze.
La monarchie constitutionnelle, mise en place par la constitution du 3 septembre 1791, prend fin à l'issue de la journée du 10 août 1792 : les bataillons de fédérés bretons et marseillais et les insurgés des faubourgs de Paris prennent le palais des Tuileries. Louis XVI est suspendu et incarcéré à la tour du Temple. 
En septembre 1792, Antoine-Joseph Lanot, alors accusateur public de Tulle, est élu député du département de la Corrèze, le sixième sur sept, à la Convention nationale. 
Il siège sur les bancs de la Montagne. Lors du procès de Louis XVI, il vote « la mort, dans les délais de la loi » et rejette l'appel au peuple et le sursis à l’exécution. En avril 1793, il vote contre la mise en accusation de Jean-Paul Marat. En mai, il vote contre le rétablissement de la Commission des Douze. 
En août 1793, Lanot est envoyé en mission dans les départements de la Corrèze et de la Haute-Vienne. En brumaire an II (novembre 1793), il est invité par le Comité de Salut public à épurer les autorités constituées. Remplacé par son collègue Pierre Roux-Fazillac, il est rappelé à Paris en ventôse an II (mars 1794). 
Après la chute de Robespierre, Antoine-Joseph Lanot siège parmi les « derniers Montagnards » d'après l'historienne Françoise Brunel. Le 16 brumaire an III (6 novembre 1794), aux côtés de Pierre Joseph Duhem, il défend le club des Jacobins et combat la proposition de Joseph Lequinio d'interdire aux députés d'adhérer à une société politique. Lors de l'insurrection du 12 germinal an III (1er avril 1795), alors que les anciens membres du Comité de Salut public (Bertrand Barère, Jacques-Nicolas Billaud-Varenne et Jean-Marie Collot-d'Herbois), il signe la demande d'appel nominal. Le 21 thermidor (8 août 1795), Jean-Baptiste Girot-Pouzol, membre du Comité de Législation, prononce un rapport qui accuse Lanot d'exactions durant sa mission ; bien que défendu par son collègue corrézien Jacques Brival, il est décrété d'arrestation. 
Lanot retourne ensuite dans son pays natal, où il reste très populaire dans les milieux jacobins. Il parvient même à se faire élire président de l'administration municipale, mais le Directoire le destitue le 29 mars 1798.
Il meurt en 1807 à l'âge de cinquante ans.

## Source
- « Antoine-Joseph Lanot », dans Adolphe Robert et Gaston Cougny, Dictionnaire des parlementaires français, Edgar Bourloton, 1889-1891 [détail de l’édition]